# レイナルド・イレート
レイナルド・C・イレート(Reynaldo C. ILETO、1946年 - )は、フィリピンの歴史学者。マニラ生まれ。アテネオ・デ・マニラ大学卒業。コーネル大学で人類学を学び、1974年博士号取得。フィリピン大学助教授，京都大学研究員を経て、2001年よりシンガポール国立大学教授。
フィリピン独立革命を中心とする近現代史を専攻とする。
19世紀後半のスペイン植民地期末期の民衆運動を牽引した秘密結社カティプナンの機関誌を分析し、革命運動に参加した貧しい民衆らの意識を読み解いた『キリスト受難詩と革命』を著し、「フィリピン革命は高学歴のフィリピン人知識階級による蜂起であり、民衆はただそれに惑わされて従った」とする欧米研究者による従来の見方に真っ向から反論した。

## 受賞歴
- 1985年 米国アジア研究協会よりハリー・ベンダ賞
- 1986年 大平正芳記念賞
- 1999年 フィリピン国民図書賞
- 2003年 第14回福岡アジア文化賞学術研究賞

## 著書
- レイナルド・C.イレート, 川田牧人, 宮脇聡史, 高野邦夫, 清水展, 永野善子『キリスト受難詩と革命 : 1840〜1910年のフィリピン民衆運動』法政大学出版局〈叢書・ウニベルシタス〉、2005年。ISBN 4588008277。全国書誌番号:20930545。